# 28 Pułk Czołgów
28 Saski pułk czołgów średnich (28 pcz) – oddział wojsk pancernych ludowego Wojska Polskiego.
Pułk został sformowany w 1951, w garnizonie Czarne, w składzie 20 Dywizji Zmechanizowanej, a od 1955 roku – 20 Warszawskiej Dywizji Pancernej im. marszałka Konstantego Rokossowskiego.
W 1990 pułk został przeniesiony do Braniewa i przeformowany w 27 Pułk Zmechanizowany im. Króla Stefana Batorego.

## Żołnierze pułku
Dowódcy pułku
- mjr Aleksander Poniewierka (od 1976)
- mjr Zenon Werner (1983-1986)
- mjr Lech Dąbrowski (1988-1989)

## Struktura organizacyjna
Dowództwo
- sztab - 1 T-55
- 5 kompanii czołgów – 16 T-55

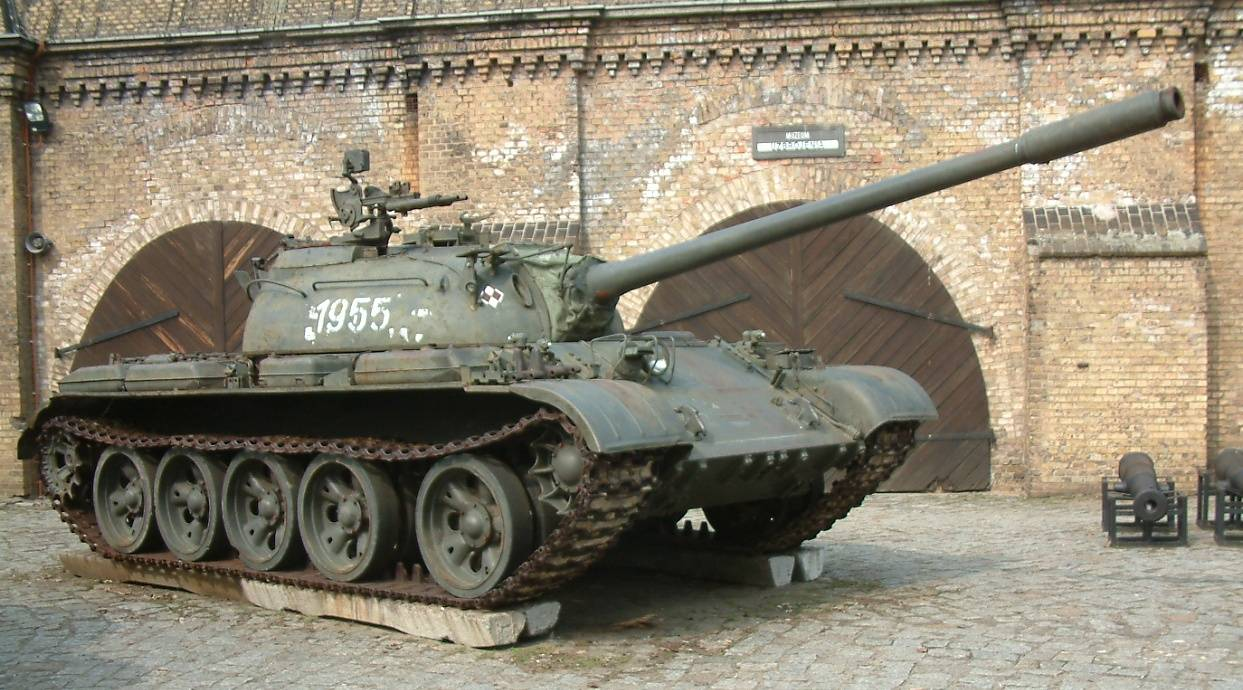
T-55 – ten typ czołgu był na wyposażeniu pułku do połowy lat 80.

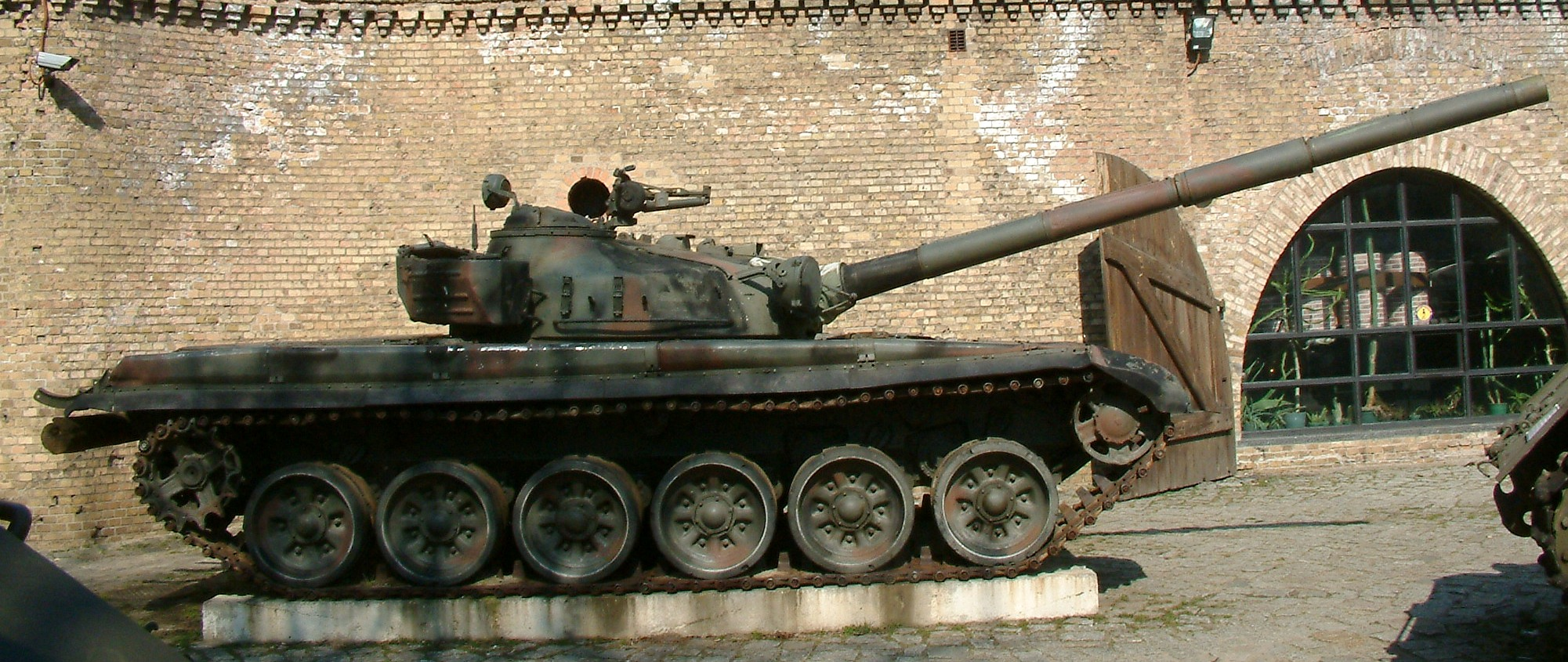
T-72 – ten typ czołgu był na wyposażeniu pułku po 1985

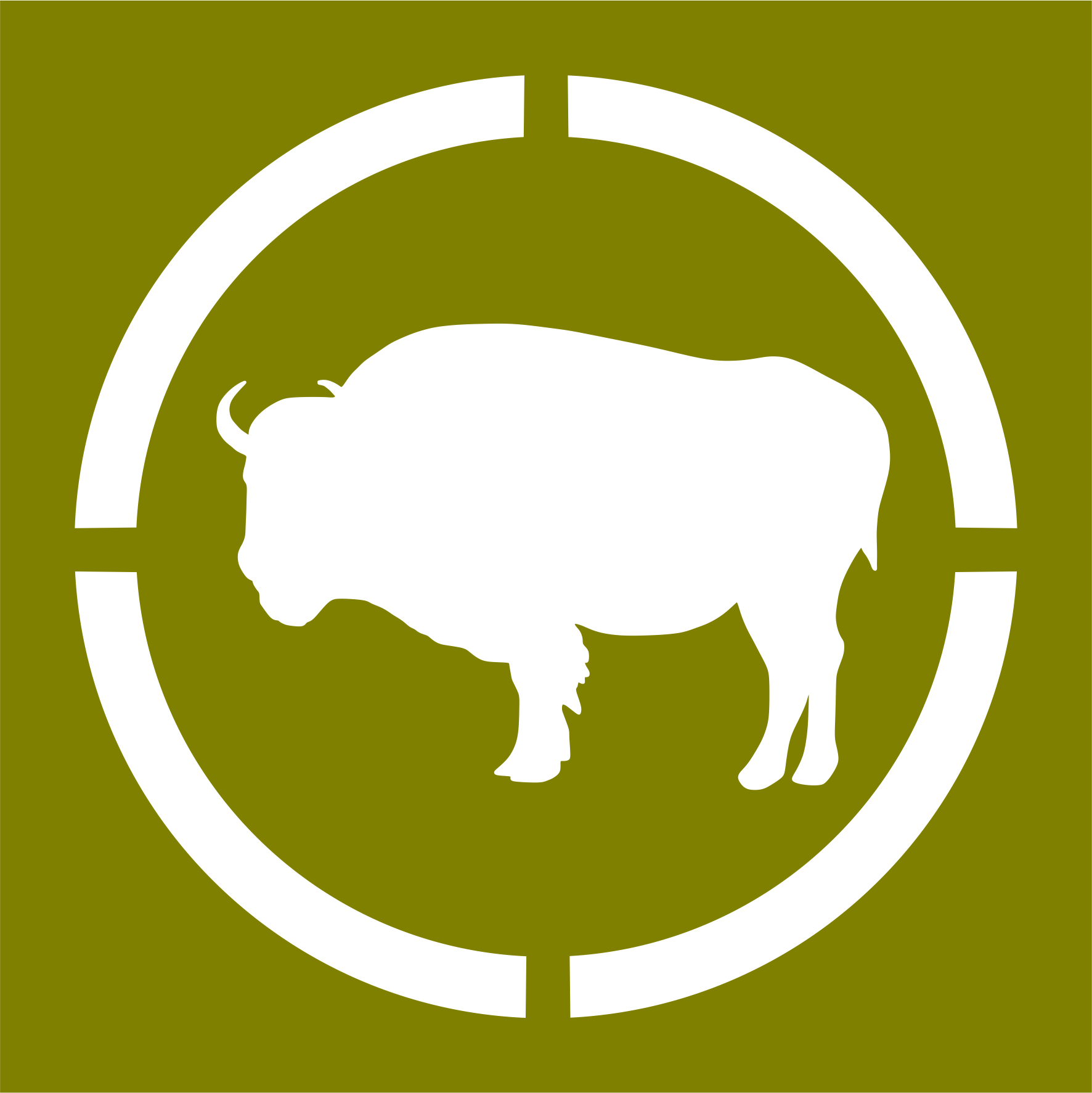
Znak na pojazdach pułku

W połowie lat 80. XX w. przeformowany na strukturę batalionową
- sztab - 1 T-72
- 3x batalion czołgów po 31 czołgów T -72 (3 kompanie po 10 czołgów, 1 czołg dowódcy)
- kompania zmechanizowana – 10 BWP
- bateria plot – 4 ZSU-23-4
- kompania rozpoznawcza – 7 BRDM-2
- kompania saperów – 4 BLG, BRDM-2, 5 SKOT
- kompania łączności
- kompania medyczna
- kompania remontowa
- kompania zaopatrzenia
- pluton ochrony i regulacji ruchu
- pluton chemiczny